# Витоша (вестник)
Вижте пояснителната страница за други значения на Витоша.
„Витоша“ е български вестник, издаван от 30 май 1879 г. до 26 юни 1880 г. с 1-2 броя на седмица.
Той е свързан с Консервативната партия и е първият вестник, издаван в град София.